# Unverricht-Lundborg-Erkrankung
Die Unverricht-Lundborg-Erkrankung (ULD) ist die häufigste und mildeste (ohne zunehmende Störung der Kognition) Form der seltenen angeborenen Progressiven Myoklonusepilepsie (PME).
Synonyme sind: Epilepsie, myoklonische progressive, Typ 1; Myoklonusepilepsie, progressive. Typ 1; PME Typ 1; EPM1; Unverricht-Lundborg-Syndrom; Unverricht-Syndrom; Lundborg-Unverricht-Krankheit; Lafora-Unverricht-Syndrom; Myokonusepilepsie Unverricht
Die Bezeichnung bezieht sich auf die Erstautoren der Erstbeschreibung aus dem Jahre 1891 durch den deutschen Internisten Heinrich Unverricht und aus dem Jahre 1903 durch den schwedischen Neurologen Herman Lundborg.

## Verbreitung
Die Häufigkeit wird mit 1–9 zu 1.000.000 angegeben, in bestimmten Ländern (Finnland, La Réunion und im Maghreb) liegt sie höher. Die Vererbung erfolgt autosomal-rezessiv.

## Ursache
Der Erkrankung liegen Mutationen im CSTB-Gen auf Chromosom 21 Genort q22.3 zugrunde, welches für Cystatin B kodiert.

## Klinische Erscheinungen
Klinische Kriterien sind:
- Erkrankungsbeginn im Alter von 8 bis 15 Jahren
- generalisierte tonisch-klonische Krampfanfälle
- Antriebsminderung, Schwerfälligkeit, Sprechschwierigkeiten
- Photosensitivität
- oft Ataxie
- Stabilisierung im Erwachsenenalter

## Diagnose
Die Diagnose basiert auf den klinischen Befunden, eine Bestätigung erfolgt durch Humangenetische Untersuchung.
Der pränatale Nachweis ist gleichfalls möglich.
Medizinische Bildgebung erbringt unspezifische Veränderungen subkortikal in der Weißen Substanz, im Thalamus und Kleinhirn mit axonaler Degeneration.